# Bartel Leendert van der Waerden
Bartel Leendert van der Waerden (Amesterdão, 2 de fevereiro de 1903 — Zurique, 12 de janeiro de 1996) foi um matemático neerlandês.
O seu tratado Moderne Algebra revolucionou a álgebra no período entre-guerras. Resolveu o décimo-quinto problema de Hilbert em 1930.

## Biografia
Van der Waerden estudou matemática na Universidade de Amesterdão, onde fez a sua tese de doutoramento sob orientação de Hendrik de Vries, sobre uma questão de geometria algébrica, e fez a sua tese de habilitação (defendida em 1928) na Universidade de Göttingen no período 1919-1926. Foi fortemente influenciado por Emmy Noether.
Aos 27 anos, publicou as notas das aulas em Göttingen dadas por Emil Artin e Emmy Noether, de forma ordenada: o resultado foi um livro em dois volumes, intitulado Álgebra, que rapidamente se tornou um nome familiar. Em 1931 foi nomeado professor na Universidade de Leipzig.
Sob o Terceiro Reich, recusou-se a adotar a cidadania alemã, que lhe teria permitido manter a sua posição como professor universitário. Após a Segunda Guerra Mundial, ocupou a cátedra de matemática na Universidade de Amesterdão (1948-1951). Encerrou sua carreira na Universidade de Zurique, e dirigiu ao longo da carreira mais de 40 teses. 
Van der Waerden é mais conhecido por seu curso de álgebra abstrata, que alcançou oito edições sucessivas (a última em 1971) durante o século XX.

## Obras
Também publicou trabalhos em geometria algébrica, topologia, teoria dos números, geometria, análise combinatória, análise matemática, e teoria da probabilidade. Werner Heisenberg, seu colega na Universidade de Leipzig, propôs-lhe também o desenvolvimento de métodos de mecânica quântica. No final de sua carreira, dedicou-se principalmente à história da matemática e à história da ciência. Os seus estudos nessa área são listados de seguida:
- Moderne Algebra, Springer Verlag, Göttingen, 1930, 2 volumes
- Ontwakende wetenschap ("O alvorecer da ciência", 1950), traduzido para o inglês como "Science Awakening" (1954)
- Geometry and Algebra in Ancient Civilizations ("Geometria e Álgebra nas Civilizações Antigas", 1983)
- A History of Algebra ("Uma História da Álgebra", 1985)